# Douera
Pour l’article homonyme, voir La Douëra.
 (août 2011).
Si vous disposez d'ouvrages ou d'articles de référence ou si vous connaissez des sites web de qualité traitant du thème abordé ici, merci de compléter l'article en donnant les références utiles à sa vérifiabilité et en les liant à la section « Notes et références ».
Douera est une commune de la wilaya d'Alger en Algérie, située dans la banlieue Sud-Ouest d'Alger.

## Géographie

### Situation
Douera est située à 32 km au sud-ouest du centre-ville d'Alger et à environ 17 km au nord de Boufarik.
| Rahmania                             | Ouled Fayet       | Baba Hassen |
| Mahelma, Forêt de Mahelma            | Douera            | Khraicia    |
| Barrage de Douéra, Tessala El Merdja | Tessala El Merdja | Birtouta    |

### Localités
Le chef-lieu est Douera, avec pour agglomérations secondaires : D'kakna, Hadj Yakoub, Ouled Mendil, Ouled Larbi et Ramdania.

## Histoire
À partir de 1830, Douera a d'abord été un camp et un hôpital militaire implanté à la place d'un poste de surveillance turc appelé Bordj El Hamar sur un promontoire qui domine la plaine de la Mitidja et surtout sur la route principale d'Alger à Blida.
La commune rurale de Douera est délimitée par arrêté le 23 mai 1835, des habitations spontanées se créent dès cette année autour du camp. Prévu comme village de colonisation par le plan Guyot, le village va tarder à se peupler restant longtemps habité principalement par des militaires chargés de protéger les villages de colonisation de la Mitidja. Le 30 novembre 1843, un combat a lieu à Ouled Mendil entre des troupes Arabes et le 13e régiment d'infanterie de ligne. Il est élevé au rang de commune de plein exercice par décret le 21 novembre 1951. Douera est devenu un important centre militaire accueillant deux casernes (nommées Damrémont et Bugeaud) et des régiments du 19e corps d'armée
En 1894, elle perd plus du tiers de son territoire avec la création de la commune de Saint Ferdinand (Souidania).
À partir de 1923, Douera accueille un grand centre de transmission militaire, puis un important hôpital-hospice de 2000 lits y est installé en 1962.
En 1984, un nouveau territoire en est détaché pour créer la commune de Rahmania autour du village anciennement nommé Sainte Amélie.

## Démographie
| 1867  | 1884  | 1892  | 1902  | 1912  | 1923  | 1936  | 1954   | 1960   |
| ----- | ----- | ----- | ----- | ----- | ----- | ----- | ------ | ------ |
| 1 586 | 3 122 | 3 772 | 2 161 | 5 157 | 5 447 | 6 217 | 10 114 | 12 485 |

| 1966   | 1977 | 1987   | 1998   | 2008   | - | - | - | - |
| ------ | ---- | ------ | ------ | ------ | - | - | - | - |
| 10 434 | -    | 27 184 | 41 804 | 56 998 | - | - | - | - |

## Infrastructures

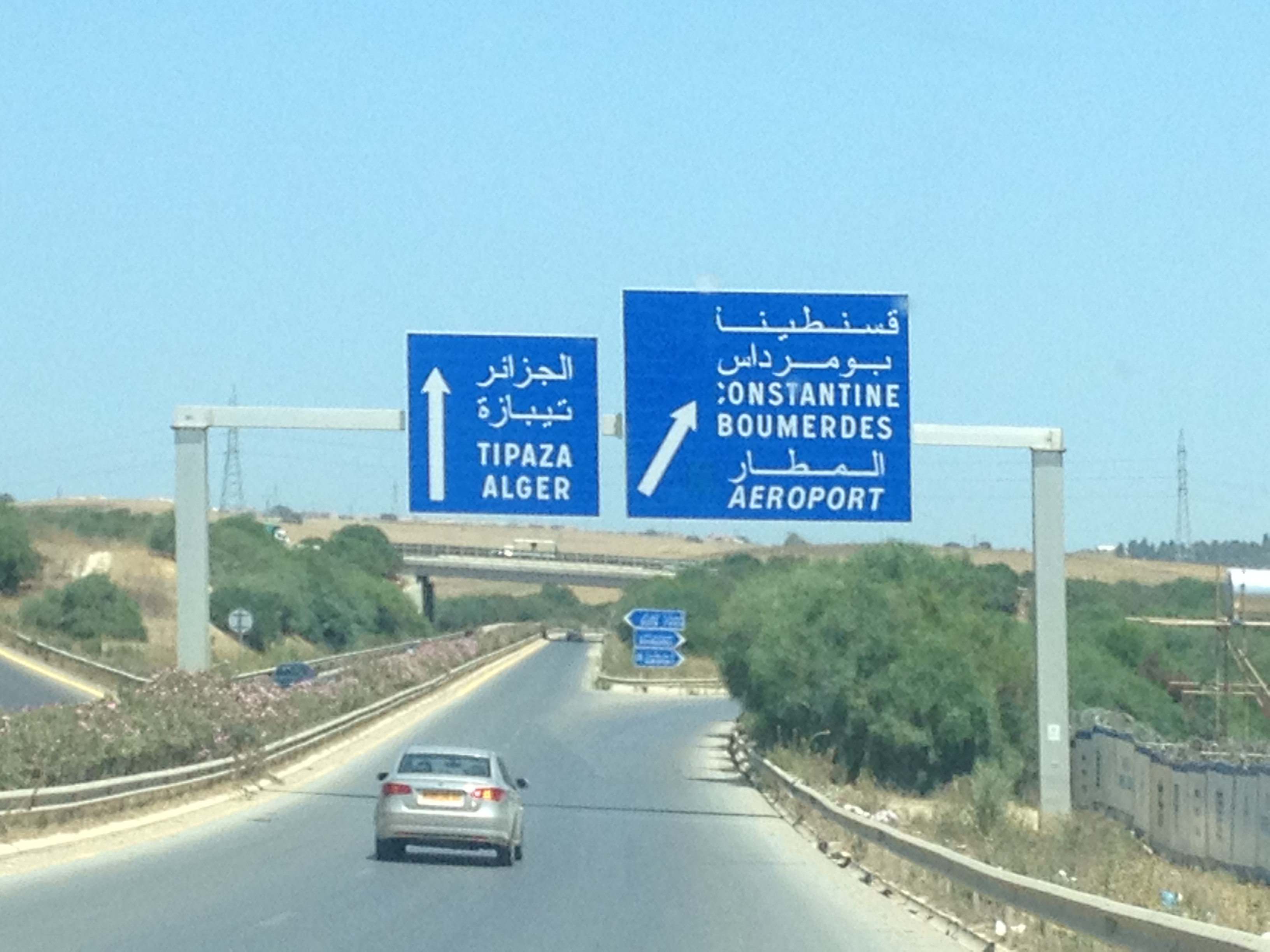
L'entrée de la 2e Rocade Sud d'Alger entre Douera et Souidania.

Douera se situe sur la 2e Rocade Sud d'Alger, mise en service en 2009 et 2010, et qui permet de contourner Alger en reliant Zéralda à Dar El Beïda.
En 2009 débutent les travaux de la construction d'un nouveau stade de Douera d'une capacité de 40 000 places, pour être inauguré enfin en 2024.

## Sport
- Club de football de Janah Lakhdare Commune de Douéra JLCD créé en 1947 (vert et blanc).

## Personnalités liées à la commune
- Paul Térade, architecte et artiste peintre français, y décède le 01er juillet 1954.
- Julie Pietri, chanteuse et actrice française, y née le 01er mars 1955.